# گئورگه تاتارو
گئورگه تاتارو (رومانیایی: Gheorghe Tătaru; ۵ مهٔ ۱۹۴۸ – ۱۹ دسامبر ۲۰۰۴) بازیکن فوتبال اهل رومانی بود.
از باشگاه‌هایی که در آن بازی کرده‌است می‌توان به باشگاه فوتبال استوا بخارست اشاره کرد.
وی همچنین در تیم‌های ملی فوتبال زیر ۲۱ سال رومانی، زیر ۲۳ سال رومانی، رومانی بی و رومانی بازی کرده‌است.